# Puchar Panamerykański w Piłce Siatkowej Kobiet 2010
Puchar Panamerykański w Piłce Siatkowej Kobiet – 9. edycja turnieju siatkarskiego kobiet, który trwał od 18 do 26 czerwca 2010 roku. Gospodarzem turnieju był Meksyk, drużyny rywalizowały w Rosarito i Tijuanie. W turnieju udział brało 11 reprezentacji podzielonych na dwie grupy.

## Drużyny uczestniczące
| Grupa A                                                          | Grupa B                                                             |
| ---------------------------------------------------------------- | ------------------------------------------------------------------- |
| Argentyna Brazylia Dominikana Kanada Kuba Wenezuela (rezygnacja) | Kostaryka Meksyk Peru Portoryko Stany Zjednoczone Trynidad i Tobago |

## Faza grupowa[2]

### Grupa A
Tabela
| Lp. | Drużyna    | Mecze | Mecze | Mecze | Pkt | Małe punkty | Małe punkty | Małe punkty | Sety | Sety | Sety  |
| Lp. | Drużyna    | M     | W     | P     | Pkt | zdob.       | str.        | ratio       | wyg. | prz. | ratio |
| --- | ---------- | ----- | ----- | ----- | --- | ----------- | ----------- | ----------- | ---- | ---- | ----- |
| 1   | Kuba       | 4     | 4     | 0     | 8   | 411         | 367         | 1.120       | 12   | 5    | 2.400 |
| 2   | Dominikana | 4     | 3     | 1     | 7   | 402         | 367         | 1.095       | 11   | 6    | 1.833 |
| 3   | Argentyna  | 4     | 2     | 2     | 6   | 353         | 354         | 0.997       | 8    | 8    | 1.000 |
| 4   | Brazylia   | 4     | 1     | 3     | 5   | 297         | 334         | 0.889       | 5    | 9    | 0.556 |
| 5   | Kanada     | 4     | 0     | 4     | 4   | 337         | 378         | 0.892       | 4    | 12   | 0.333 |

Źródło: NORCECA
Punktacja: zwycięstwo – 2 pkt, porażka – 1 pkt
Zasady ustalania kolejności: 1. liczba zwycięstw, 2. liczba punktów, 3. stosunek małych punktów, 4. stosunek setów, 5. bilans w bezpośrednich meczach
     awans do półfinałów
     awans do ćwierćfinałów
     mecze o miejsca 7-10
| Data  | Godz. | Drużyna 1  | Wynik | Drużyna 2  | 1     | 2     | 3     | 4     | 5     | Widzów | *      |
| ----- | ----- | ---------- | ----- | ---------- | ----- | ----- | ----- | ----- | ----- | ------ | ------ |
| 18.06 | 16:00 | Kanada     | 2:3   | Argentyna  | 25:22 | 20:25 | 22:25 | 25:19 | 11:15 | 200    | raport |
| 18.06 | 17:00 | Kuba       | 3:1   | Brazylia   | 27:25 | 23:25 | 25:17 | 25:21 |       | 1000   | raport |
|       |       |            |       |            |       |       |       |       |       |        |        |
| 19.06 | 17:00 | Brazylia   | 1:3   | Dominikana | 14:25 | 25:16 | 19:25 | 23:25 |       | 1500   | raport |
| 19.06 | 18:00 | Kuba       | 3:1   | Kanada     | 21:25 | 25:19 | 25:21 | 25:19 |       | 100    | raport |
|       |       |            |       |            |       |       |       |       |       |        |        |
| 20.06 | 16:00 | Brazylia   | 0:3   | Argentyna  | 13:25 | 15:25 | 22:25 |       |       | 125    | raport |
| 20.06 | 17:00 | Dominikana | 2:3   | Kuba       | 29:31 | 25:23 | 19:25 | 25:23 | 12:15 | 1200   | raport |
|       |       |            |       |            |       |       |       |       |       |        |        |
| 21.06 | 16:00 | Kanada     | 0:3   | Brazylia   | 21:25 | 26:28 | 21:25 |       |       | 300    | raport |
| 21.06 | 17:00 | Argentyna  | 1:3   | Dominikana | 14:25 | 25:27 | 28:26 | 20:25 |       | 1000   | raport |
|       |       |            |       |            |       |       |       |       |       |        |        |
| 22.06 | 16:00 | Dominikana | 3:1   | Kanada     | 23:25 | 25:20 | 25:23 | 25:14 |       | 267    | raport |
| 22.06 | 17:00 | Kuba       | 3:1   | Argentyna  | 23:25 | 25:23 | 25:15 | 25:22 |       | 300    | raport |

### Grupa B
Tabela
| Lp. | Drużyna           | Mecze | Mecze | Mecze | Pkt | Małe punkty | Małe punkty | Małe punkty | Sety | Sety | Sety  |
| Lp. | Drużyna           | M     | W     | P     | Pkt | zdob.       | str.        | ratio       | wyg. | prz. | ratio |
| --- | ----------------- | ----- | ----- | ----- | --- | ----------- | ----------- | ----------- | ---- | ---- | ----- |
| 1   | Stany Zjednoczone | 5     | 5     | 0     | 10  | 377         | 213         | 1.770       | 15   | 0    | MAX   |
| 2   | Peru              | 5     | 4     | 1     | 9   | 364         | 258         | 1.411       | 12   | 3    | 4.000 |
| 3   | Portoryko         | 5     | 3     | 2     | 8   | 326         | 303         | 1.076       | 9    | 6    | 1.500 |
| 4   | Trynidad i Tobago | 5     | 2     | 3     | 7   | 298         | 342         | 0.871       | 6    | 9    | 0.667 |
| 5   | Meksyk            | 5     | 1     | 4     | 6   | 290         | 370         | 0.784       | 3    | 13   | 0.231 |
| 6   | Kostaryka         | 5     | 0     | 5     | 5   | 221         | 390         | 0.567       | 1    | 15   | 0.067 |

Źródło: NORCECA
Punktacja: zwycięstwo – 2 pkt, porażka – 1 pkt
Zasady ustalania kolejności: 1. liczba zwycięstw, 2. liczba punktów, 3. stosunek małych punktów, 4. stosunek setów, 5. bilans w bezpośrednich meczach
     awans do półfinałów
     awans do ćwierćfinałów
     mecze o miejsca 7-10
| Data  | Godz. | Drużyna 1         | Wynik | Drużyna 2         | 1     | 2     | 3     | 4     | 5 | Widzów | *      |
| ----- | ----- | ----------------- | ----- | ----------------- | ----- | ----- | ----- | ----- | - | ------ | ------ |
| 18.06 | 15:00 | Peru              | 0:3   | Stany Zjednoczone | 25:27 | 22:25 | 17:25 |       |   | 500    | raport |
| 18.06 | 19:05 | Portoryko         | 3:0   | Kostaryka         | 25:13 | 25:15 | 25:19 |       |   | 175    | raport |
| 18.06 | 20:40 | Meksyk            | 0:3   | Trynidad i Tobago | 21:25 | 15:25 | 23:25 |       |   | 3400   | raport |
|       |       |                   |       |                   |       |       |       |       |   |        |        |
| 19.06 | 15:00 | Stany Zjednoczone | 3:0   | Portoryko         | 25:13 | 25:17 | 25:14 |       |   | 900    | raport |
| 19.06 | 16:00 | Kostaryka         | 0:3   | Trynidad i Tobago | 15:25 | 22:25 | 21:25 |       |   | 100    | raport |
| 19.06 | 19:20 | Peru              | 3:0   | Meksyk            | 25:17 | 25:7  | 25:21 |       |   | 1500   | raport |
|       |       |                   |       |                   |       |       |       |       |   |        |        |
| 20.06 | 15:00 | Portoryko         | 0:3   | Peru              | 21:25 | 22:25 | 14:25 |       |   | 2500   | raport |
| 20.06 | 18:00 | Stany Zjednoczone | 3:0   | Trynidad i Tobago | 25:17 | 25:9  | 25:11 |       |   | 253    | raport |
| 20.06 | 19:40 | Kostaryka         | 1:3   | Meksyk            | 17:25 | 25:15 | 14:25 | 14:25 |   | 1200   | raport |
|       |       |                   |       |                   |       |       |       |       |   |        |        |
| 21.06 | 15:00 | Trynidad i Tobago | 0:3   | Peru              | 18:25 | 23:25 | 15:25 |       |   | 300    | raport |
| 21.06 | 18:00 | Stany Zjednoczone | 3:0   | Kostaryka         | 25:11 | 25:10 | 25:2  |       |   | 118    | raport |
| 21.06 | 19:30 | Meksyk            | 0:3   | Portoryko         | 22:25 | 14:25 | 15:25 |       |   | 3000   | raport |
|       |       |                   |       |                   |       |       |       |       |   |        |        |
| 22.06 | 15:00 | Kostaryka         | 0:3   | Peru              | 7:25  | 7:25  | 9:25  |       |   | 200    | raport |
| 22.06 | 18:00 | Portoryko         | 3:0   | Trynidad i Tobago | 25:18 | 25:19 | 25:18 |       |   | 178    | raport |
| 22.06 | 19:10 | Stany Zjednoczone | 3:0   | Meksyk            | 25:14 | 25:16 | 25:15 |       |   | 2500   | raport |

## Faza finałowa

### Mecze o miejsca 5-10
| Data  | Godz. | Drużyna 1         | Wynik | Drużyna 2 | 1     | 2     | 3     | 4 | 5 | Widzów | *      |
| ----- | ----- | ----------------- | ----- | --------- | ----- | ----- | ----- | - | - | ------ | ------ |
| 24.06 | 18:00 | Trynidad i Tobago | 0:3   | Kanada    | 19:25 | 18:25 | 15:25 |   |   | 146    | raport |
| 24.06 | 19:10 | Meksyk            | 0:3   | Brazylia  | 11:25 | 10:25 | 23:25 |   |   | 800    | raport |

### Mecz o 9 miejsce
| Data  | Godz. | Drużyna 1 | Wynik | Drużyna 2         | 1     | 2     | 3     | 4     | 5 | Widzów | *      |
| ----- | ----- | --------- | ----- | ----------------- | ----- | ----- | ----- | ----- | - | ------ | ------ |
| 25.06 | 15:00 | Meksyk    | 3:1   | Trynidad i Tobago | 25:21 | 18:25 | 25:21 | 26:24 |   | 200    | raport |

### Mecze o miejsca 5-8
| Data  | Godz. | Drużyna 1 | Wynik | Drużyna 2 | 1     | 2     | 3     | 4     | 5     | Widzów | *      |
| ----- | ----- | --------- | ----- | --------- | ----- | ----- | ----- | ----- | ----- | ------ | ------ |
| 25.06 | 16:00 | Portoryko | 3:2   | Brazylia  | 25:21 | 19:25 | 25:22 | 17:25 | 15:12 | 117    | raport |
| 25.06 | 18:30 | Kanada    | 2:3   | Argentyna | 20:25 | 22:25 | 25:21 | 25:23 | 8:15  | 151    | raport |

### Mecz o 7 miejsce
| Data  | Godz. | Drużyna 1 | Wynik | Drużyna 2 | 1     | 2     | 3     | 4     | 5 | Widzów | *      |
| ----- | ----- | --------- | ----- | --------- | ----- | ----- | ----- | ----- | - | ------ | ------ |
| 26.06 | 13:00 | Brazylia  | 1:3   | Kanada    | 18:25 | 25:11 | 14:25 | 22:25 |   | 500    | raport |

### Mecz o 5 miejsce
| Data  | Godz. | Drużyna 1 | Wynik | Drużyna 2 | 1     | 2     | 3     | 4 | 5 | Widzów | *      |
| ----- | ----- | --------- | ----- | --------- | ----- | ----- | ----- | - | - | ------ | ------ |
| 26.06 | 15:00 | Argentyna | 3:0   | Portoryko | 25:23 | 25:21 | 25:16 |   |   | 200    | raport |

### Ćwierćfinały
| Data  | Godz. | Drużyna 1  | Wynik | Drużyna 2 | 1     | 2     | 3     | 4     | 5 | Widzów | *      |
| ----- | ----- | ---------- | ----- | --------- | ----- | ----- | ----- | ----- | - | ------ | ------ |
| 24.06 | 15:00 | Dominikana | 3:0   | Portoryko | 25:21 | 25:23 | 25:23 |       |   | 500    | raport |
| 24.06 | 17:00 | Peru       | 3:1   | Argentyna | 16:25 | 25:17 | 25:18 | 25:21 |   | 800    | raport |

### Półfinały
| Data  | Godz. | Drużyna 1         | Wynik | Drużyna 2  | 1     | 2     | 3     | 4     | 5 | Widzów | *      |
| ----- | ----- | ----------------- | ----- | ---------- | ----- | ----- | ----- | ----- | - | ------ | ------ |
| 25.06 | 17:15 | Kuba              | 0:3   | Peru       | 18:25 | 23:25 | 23:25 |       |   | 1000   | raport |
| 25.06 | 19:00 | Stany Zjednoczone | 1:3   | Dominikana | 25:22 | 23:25 | 22:25 | 16:25 |   | 3000   | raport |

### Mecz o 3 miejsce
| Data  | Godz. | Drużyna 1         | Wynik | Drużyna 2 | 1     | 2     | 3     | 4 | 5 | Widzów | *      |
| ----- | ----- | ----------------- | ----- | --------- | ----- | ----- | ----- | - | - | ------ | ------ |
| 26.06 | 17:00 | Stany Zjednoczone | 3:0   | Kuba      | 25:15 | 25:20 | 25:17 |   |   | 3000   | raport |

### Finał
| Data  | Godz. | Drużyna 1  | Wynik | Drużyna 2 | 1     | 2     | 3     | 4 | 5 | Widzów | *      |
| ----- | ----- | ---------- | ----- | --------- | ----- | ----- | ----- | - | - | ------ | ------ |
| 26.06 | 19:00 | Dominikana | 3:0   | Peru      | 25:17 | 30:28 | 25:22 |   |   | 2000   | raport |

## Nagrody indywidualne[3]
| MVP             | Najlepsza punktująca | Najlepsza rozgrywająca | Najlepsza atakująca | Najlepsza zagrywająca | Najlepsza blokująca | Najlepsza libero | Najlepsza broniąca | Najlepsza przyjmująca |
| --------------- | -------------------- | ---------------------- | ------------------- | --------------------- | ------------------- | ---------------- | ------------------ | --------------------- |
| Prisilla Rivera | Kenia Carcasés Opón  | Elena Keldibekova      | Sarai Álvarez       | Kelly-Anne Billingy   | Patricia Soto       | Brenda Castillo  | Brenda Castillo    | Brenda Castillo       |

## Klasyfikacja końcowa
| Miejsce | Reprezentacja     |
| ------- | ----------------- |
| złoto   | Dominikana        |
| srebro  | Peru              |
| brąz    | Stany Zjednoczone |
| 4.      | Kuba              |
| 5.      | Argentyna         |
| 6.      | Portoryko         |
| 7.      | Kanada            |
| 8.      | Brazylia          |
| 9.      | Meksyk            |
| 10.     | Trynidad i Tobago |
| 11.     | Kostaryka         |